# Team K 3rd Stage“脑内天堂”
Team K 3rd Stage「脑内天堂」（脳内パラダイス）是AKB48 Team K的第3台剧场公演。

## 概要
本台公演为AKB48 Team K的第3台剧场公演，是第一次有加入复数成员乐器演奏的公演，也包含有第一次的独唱曲「泪中带笑」，而本场公演的曲目也在结束6年5个月之后由HKT48的研究生使用作为她们的新公演。

## 公演内容

### 曲目
1. 《overture》
（作曲、编曲：尾澤拓实（日语：尾澤拓実）　歌：TAZ）

基本上所有AKB48公演都有使用。
2. 《朋友啊》（友よ）
（作词：秋元康　作曲、编曲：青木真一（日语：青木真一））
3. 《脑内天堂》（脳内パラダイス）
（作词：秋元康　作曲：近藤薫 编曲：近藤薫、Ko-suke）
4. 《令人在意的转校生》（気になる転校生）
（作词：秋元康　作曲：前澤寛之　编曲：近田潔人）
5. 《泪中带笑》（泣きながら微笑んで）
（作词：秋元康　作曲、编曲：井上义正（日语：井上ヨシマサ））
6. 《MARIA》
（作词：秋元康　作曲：上杉洋史　编曲：Funta（日语：Funta））
7. 《你是天马》（君はペガサス）
（作词：秋元康　作曲：岡　编曲：勝又隆一）
8. 《骨头华尔兹》（ほねほねワルツ）
（作词：秋元康　作曲：青野　编曲：梅堀淳）
9. 《滴溜溜的转》（くるくるぱー）
（作词：秋元康　作曲：上杉洋史　编曲：近田潔人）
10. 《满满的圣诞》（クリスマスがいっぱい）
（作词：秋元康　作曲：熊谷憲康　编曲：田口智則（日语：田口智則）、稲留春雄）
11. 《剧场海盗》（シアター、パイレーツ）
（作词：秋元康　作曲、编曲：草野）
12. 《单恋的毕业式》（片思いの卒業式）
（作词：秋元康　作曲：伊藤心太郎　编曲：勝又隆一）

安可曲
1. 《与花迸散！》（花と散れ!）
（作词：秋元康　作曲、编曲：井上义正）
2. K2nd联唱
（编曲：梅堀淳）
  1. 《Virgin love》
（作词：秋元康　作曲、编曲：井上义正）
  2. 《灰姑娘没有受骗》（シンデレラは騙されない）
（作词：秋元康　作曲、编曲：井上义正）
  3. 《化作滚石吧》（転がる石になれ）
（作词：秋元康　作曲：山崎燿　编曲：Funta）
3. 《草原的奇迹》（草原の奇跡）
（作词：秋元康　作曲：梅堀淳　编曲：田口智則、稲留春雄）

### 演出
- 编舞：夏真弓（日语：夏まゆみ）
- 「朋友啊」中由成员们负责乐器演奏。
- 「泪中带笑」为AKB48中的首支独唱歌曲。

## AKB48 Team K 3rd Stage「脑内天堂」公演
- 公演期間：2006年12月17日 - 2007年6月22日
- 出演成员
秋元才加、今井优、梅田彩佳、大岛优子、大堀惠、奥真奈美、小野惠令奈、河西智美、小林香菜、佐藤夏希、高田彩奈、野呂佳代、早野薫、增田有華、松原夏海、宫泽佐江

- 分组曲担当
  - 泪中带笑（大岛）
  - MARIA（梅田、河西、増田）
  - 你是天马（秋元、佐藤、野呂、宫泽）
  - 骨头华尔兹（小野、奥）
  - 滴溜溜的转（今井、大堀、小林、高田、早野、松原）

- 《朋友啊》担当楽器
  - 铃鼓：小野
  - 口琴：河西
  - 鼓：今井
  - 键盘：野呂
  - 电贝司：大岛
  - 木吉他：高田
  - 电木吉他（英语：Acoustic-electric guitar）：秋元
  - 电吉他：佐藤

## HKT48 研究生公演「脑内天堂」
- 公演期間：2013年11月17日[1] - 2014年4月21日
- 出演成员
秋吉優花、荒巻美咲、安陪恭加、伊藤来笑、井上由莉耶、今田美奈、岩花詩乃、宇井真白、上野遥、梅本泉、岡田栞奈、岡本尚子、草場愛、栗原紗英、神志那結衣、後藤泉、駒田京伽、坂口理子、坂本愛玲菜、田島芽瑠、田中美久、田中優香、谷真理佳、筒井莉子、冨吉明日香、朝長美桜、外薗葉月、深川舞子、渕上舞、矢吹奈子、山内祐奈、山田麻莉奈、山下艾米丽（山下エミリー）

- 分组曲担当（每场公演中由其中一名成员演出）
  - 泪中带笑
    - 田島、神志那、駒田、岡本、矢吹

  - MARIA
    - 井上、安陪、草場、渕上、田中美
    - 岡田、梅本、今田、矢吹
    - 岡本、上野、宇井、駒田、外薗

  - 你是天马
    - 今田、草場、井上、山下
    - 後藤、伊藤、谷
    - 坂口、冨吉、栗原
    - 渕上、坂口、後藤

  - 骨头华尔兹
    - 秋吉、岩花、坂本
    - 朝長、田中優、山田、荒巻

  - 滴溜溜的转
    - 梅本、神志那、深川、上野、冨吉
    - 駒田、伊藤、宇井、草場、深川、岡田、岩花
    - 田中優、上野、宇井、深川、草場、神志那
    - 谷、後藤、山田、上野
    - 冨吉、深川、岩花、伊藤、宇井、筒井
    - 山田、宇井、草場、秋吉、深川、山内

- 《朋友啊》担当楽器
  - 铃鼓：朝長、荒巻、上野、伊藤
  - 口琴：岡田、矢吹、梅本、井上
  - 鼓：今田、草場、宇井、神志那、駒田
  - 键盘：山田、上野、宇井、田中優、坂口
  - 电贝司：田島、駒田、神志那、山田
  - 木吉他：田中優、草場、山田、後藤
  - 电木吉他：駒田、坂口、山内、山下
  - 电吉他：渕上、草場、坂口、神志那

- 《化作滚石吧》被改编为了《化作滚石吧（HKT48 ver.）》

## 錄音室收錄CD
公演曲袖公演成員收錄。

### AKB48 Team K 3rd Stage「脑内天堂」（CD）
- 收錄成員
秋元才加、今井優、梅田彩佳、大島優子、大堀惠、奥真奈美、小野惠令奈、河西智美、小林香菜、佐藤夏希、高田彩奈、野呂佳代、早野薫、增田有華、松原夏海、宮澤佐江
- 收錄曲
通常盤、初回限定盤与重新发行版收录曲基本相同，但重新发行版未收录K2nd聯唱。
  1. overture
  2. 朋友啊
  3. 腦內天堂
  4. 令人在意的轉校生
  5. 淚中帶笑（歌：大島）
  6. MARIA（歌：梅田、河西、增田）
  7. 你是天馬（歌：秋元、佐藤、野呂、宮澤）
  8. 骨頭華爾茲（album ver.）（歌：小野、奥）
  9. 滴溜溜的轉（歌：今井、大堀、小林、高田、早野、松原）
  10. 滿滿的聖誕
  11. 劇場海盜
  12. 單戀的畢業式
  13. 與花迸散！
  14. K2nd聯唱
    1. Virgin love
    2. 灰姑娘沒有受騙
    3. 化作滾石吧

  15. 草原的奇蹟

## 劇場公演DVD

### AKB48 Team K 3rd Stage「脑内天堂」（DVD）
- 收錄成員
秋元才加、今井優、梅田彩佳、大島優子、大堀惠、奥真奈美、小野惠令奈、河西智美、小林香菜、佐藤夏希、高田彩奈、野呂佳代、早野薫、增田有華、松原夏海、宮澤佐江
- 收錄曲
  1. overture
  2. 朋友啊
  3. 腦內天堂
  4. 令人在意的轉校生
  5. 淚中帶笑（歌：大島）
  6. MARIA（歌：梅田、河西、增田）
  7. 你是天馬（歌：秋元、佐藤、野呂、宮澤）
  8. 骨頭華爾茲（歌：小野、奥）
  9. 滴溜溜的轉（歌：今井、大堀、小林、高田、早野、松原）
  10. 滿滿的聖誕
  11. 劇場海盜
  12. 單戀的畢業式
  13. 與花迸散！
  14. K2nd聯唱
    1. Virgin love
    2. 灰姑娘沒有受騙
    3. 化作滾石吧

  15. 草原的奇蹟